# Praomys degraaffi
Praomys degraaffi is een knaagdier uit het geslacht Praomys dat voorkomt in de natte bergregenwouden van Burundi, Rwanda en Oeganda, meestal boven 2200 m hoogte. Het karyotype bedraagt 2n=26, FN=24. Deze soort behoort tot de P. jacksoni-groep, maar verschilt van die soort in het karyotype, in vachtkleur en in het aantal mammae.